# Hohenburg (Bawaria)
Hohenburg – gmina targowa w Niemczech, w kraju związkowym Bawaria, w rejencji Górny Palatynat, w regionie Oberpfalz-Nord, w powiecie Amberg-Sulzbach. Leży w Jurze Frankońskiej, około 17 km na południe od Amberga, nad rzeką Lauterach.
W związku z rozwiązaniem 1 września 2015 obszaru wolnego administracyjnie Hirschwald, 2,2 km² włączono do gminy. Jednocześnie 0,01 km² włączono również z gminy Ursensollen.

## Dzielnice
W skład gminy wchodzą następujące dzielnice: Adertshausen, Allersburg, Egelsheim, Hohenburg, Mendorferbuch, Ransbach, Thonhausen, Taubenbacher Forst.

## Demografia
| Rok  | Liczba mieszk. |
| ---- | -------------- |
| 1970 | 1 677          |
| 1987 | 1 003          |
| 2000 | 1 681          |

## Oświata
(na 1999)

W gminie znajduje się 51 miejsc przedszkolnych (53 dzieci) oraz szkoła podstawowa (4 nauczycieli, 87 uczniów).